# Asociación Agraria Noruega
La Asociación Agraria de Noruega (en noruego: Norges Bondelag) es la organización más grande de Noruega que representa los intereses de los agricultores.
Funciona como sindicato y negocia tanto con el Sindicato de Agricultores y Pequeños Productores de Noruega como con el Ministerio de Trabajo e Inclusión Social de Noruega acerca de los subsidios agrícolas. Tiene 61.000 miembros, con 607 divisiones locales y 18 capítulos del condado.
La asociación se fundó en 1896 como Norges Landmandsforbund. En 1920, la organización decidió crear su propio partido político, el Partido Agrario (ahora llamado Partido del Centro). En 1922, la Asociación Agraria de Noruega tomó su nombre actual. Actualmente, la organización es completamente independiente del Partido del Centro.
La asociación tiene una publicación oficial, Bondebladet, que se publica semanalmente.